# Syntretellus hamonychus
Syntretellus hamonychus är en stekelart som först beskrevs av De Saeger 1946.  Syntretellus hamonychus ingår i släktet Syntretellus och familjen bracksteklar. Inga underarter finns listade i Catalogue of Life.